# Münsingen (Bade-Wurtemberg)
Pour les articles homonymes, voir Münsingen.
Münsingen est une petite ville d'Allemagne située entre Reutlingen et Ulm dans le land de Bade-Wurtemberg.
Pendant la Guerre froide, un important camp de manœuvre des Forces françaises en Allemagne était situé sur la commune.
Münsingen est jumelée avec la commune française de Beaupréau (49 - Maine et Loire).

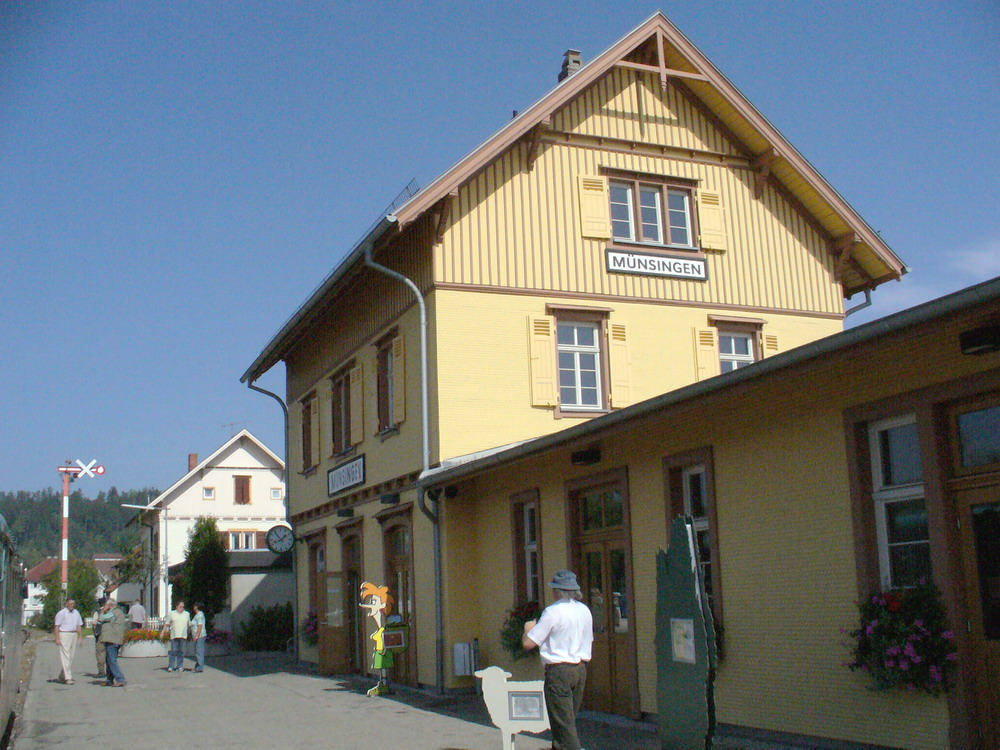
La gare de Münsingen

## Histoire
| Appartenances historiques Comté de Wurtemberg 1263-1442 Comté de Wurtemberg-Urach 1442-1482 Comté de Wurtemberg 1482-1495 Duché de Wurtemberg 1495-1803 Électorat de Wurtemberg 1803–1806 Royaume de Wurtemberg 1806–1918 République de Weimar 1918–1933 Reich allemand 1933–1945 Allemagne occupée 1945–1949 Allemagne 1949–présent |